# 里克扎
里克扎是巴西圣卡塔琳娜州的一个市镇。总面积190.279平方公里，总人口4998人，人口密度26.3人/平方公里。